# Stemma di Ragusa
Lo stemma della Città di Ragusa è costituito da uno scudo sannitico di color azzurro su cui è presente un'aquila al naturale beccata e rostrata d'oro tenente con gli artigli un caduceo e una cornucopia anch'esse d'oro, lo scudo è timbrato da una corona da città.

## Blasonatura

### Stemma
Lo stemma ebbe concessione ufficiale con regio decreto del 10 agosto 1928 e lettere patenti del 13 dicembre 1928; il decreto riportava la seguente blasonatura:
Anche se non specificato l'aquila viene sempre intesa essere al naturale. Lo stemma attualmente in uso da parte del Comune riporta, al posto del fascio littorio, un caduceo.

### Gonfalone
Ragusa si fregia di due gonfaloni. Quello che segue la blasonatura ufficiale, è un:
Invece, quello frequentemente utilizzato dalla Città è un drappo di verde scuro, caricato dello stemma cittadino, blasonato però in uno scudo aulico.

### Bandiera

Bandiera (presunta) della Città di Ragusa

All'interno della sala consiliare, sita nel Palazzo del Municipio di Ragusa, si trova esposta sopra il banco della presidenza quella che dovrebbe essere la bandiera della città, costituita dall'adattamento a vessillo del gonfalone utilizzato dalla Città.

## Storia
Inizialmente lo stemma era costituito da un'aquila, a cui era accollato uno scudo d'argento alla croce di rosso, portante cioè la croce di San Giorgio, simbolo presente in molti altri stemmi cittadini (ad esempio nello stemma di Milano e di Genova) e sulla bandiera dell'Inghilterra. L'uso dello stemma fu concesso dal viceré di Sicilia Giovanni Alfonso Enriquez de Cabrera nel 1644 quando si trovò in visita alla città di Ragusa. In quella occasione, grato per l'accoglienza, egli concesse alla Ragusa antica il titolo di città, l'uso nello stemma dell'aquila aragonese e ai giurati del tempo e al capitano di giustizia la possibilità di utilizzare delle mazze d'argento. Lo stemma fu così realizzato e conteneva nel petto dell'aquila lo scudo con la croce di S. Giorgio, patrono principale e protettore della città (il culto del santo ha origini antichissime, forse portato dai normanni o addirittura risalente all'epoca del dominio bizantino).
Il motto Crevit Ragusia Hyblae Ruinis (traduzione: Crebbe Ragusa sulle rovine di Ibla), aggiunto dopo il terremoto del 1693, locuzione latina posto in un cartiglio presente al di sotto dello scudo. Esso ha un significato duplice: da un lato ostenta le antiche radici della città (collegandola alla greca Hybla Heraia), dall'altra può essere interpretato come l'orgoglio di appoggiarsi su rovine di precedenti popoli.